# ميثب (بعدان)

تعديل مصدري - تعديل

ميثب هي إحدى قرى عزلة جرانة بمديرية بعدان التابعة لمحافظة إب، بلغ تعداد سكانها 229 نسمة حسب تعداد اليمن لعام 2004.